# Guoyuan (socken i Kina, Henan)
Guoyuan (kinesiska: 果园, 果园乡) är en socken i Kina. Den ligger i provinsen Henan, i den centrala delen av landet, omkring 170 kilometer väster om provinshuvudstaden Zhengzhou. Antalet invånare är 36 405. Befolkningen består av 18 182 kvinnor och 18 223 män. Barn under 15 år utgör 21,0 %, vuxna 15-64 år 70 %, och äldre över 65 år 8,0 %.
Genomsnittlig årsnederbörd är 692 millimeter. Den regnigaste månaden är juli, med i genomsnitt 144 mm nederbörd, och den torraste är december, med 3 mm nederbörd.